# Cahuzac (Aude)
Cahuzac település Franciaországban, Aude megyében. Lakosainak száma 30 fő (2022. január 1.). Cahuzac Gaja-la-Selve, Lafage, Pécharic-et-le-Py, Pech-Luna és Villautou községekkel határos.

## Népesség
A település népességének változása:
| Lakosok száma | 46   | 29   | 32   | 34   | 35   | 36   | 32   | 29   | 28   | 30   |
|               | 1968 | 1982 | 1990 | 2006 | 2013 | 2015 | 2017 | 2019 | 2020 | 2022 |